# Samart Payakaroon
Samart Payakaroon (in thailandese สามารถ พยัคฆ์อรุณ), pseudonimo di Samart Thipthamai (in thailandese สามารถ ทิพย์ท่าไม้; Chachoengsao, 5 dicembre 1962) è un thaiboxer e pugile thailandese.
È un ex campione di quattro divisioni del Stadio Lumpinee e campione del mondo WBC dei pesi supergallo.

## Carriera
Samart Payakaroon venne introdotto alla Muay Thai dal fratello maggiore e iniziò ad allenarsi all'età di dieci anni. Fu allenato, tra gli altri, da Yodtong Senanan. Dopo aver combattuto una dozzina di incontri, nel 1978 arrivò a Bangkok per combattere allo Stadio Lumpinee, dove vinse quattro titoli di campione di Muay Thai (1980-1981). Samart è soprannominato Payakaroon per il suo stile di combattimento che ricorda quello di una tigre (Payak significa tigre in thailandese). È considerato da molti il miglior combattente di Muay Thai di tutti i tempi.
Nel 1982 Payakaroon passò alla pugilato. Nel 1986 vinse il titolo WBC dei pesi supergallo, sconfiggendo a sorpresa Lupe Pintor al quinto round. Difese il titolo contro Juan Meza per KO tecnico al dodicesimo round. Payakaroon è stato nominato combattente Progress of the Year dalla rivista The Ring. Nel 1987 perse il titolo contro l'imbattuto australiano Jeff Fenech. Tornò in auge negli anni '90, perdendo nel 1994 un incontro per un nuovo titolo mondiale contro Eloy Rojas.
Oltre alla sua carriera sportiva, Payakaroon ha pubblicato diversi album musicali di successo in Thailandia ed è apparso in diversi film.